# رأس بوجادور
26°07′37″N 14°29′57″W / 26.1269°N 14.4992°W
رأس بوجادور (بالإنجليزية: Cape Bojador) عبارة عن رأس على الساحل الشمالي للصحراء الغربية، عند 26° 07 '37 «شمالاً، 14° 29' 57» غربًا (تشير المصادر المختلفة إلى مواقع مختلفة: هذا مأخوذ من اتجاهات الإبحار في المنطقة)، بالإضافة إلى الاسم من بلدة كبيرة مجاورة يبلغ عدد سكانها 42651 نسمة. اشتق اسم المقاطعة المحيطة أيضًا من الرأس (مقاطعة بوجادور).
وهي تظهر على الخرائط البحرية ووسائل الإعلام والبحث الأكاديمي بالاسم البرتغالي الأصلي «كابو بوجادور»، وتكتب أحيانًا «كيب بوجدور». يُقال أنه يُعرف أيضًا باسم «الرأس المنتفخ»، على الرغم من عدم وجود إشارات إلى هذا الاستخدام في المراجع الجغرافية القياسية. اسم كيب في اللغة العربية هو «أبو خطار»، ومعناه «أبو الخطر».
الرأس ليس بارزًا على الخرائط ولكن يمكن تحديد موقعه من خلال النظر إلى مسافة 220 كيلومترًا (120 ميلًا بحريًا) جنوب النقطة الجنوبية الغربية من خطاف فويرتيفنتورا، جزر الكناري.

## دلالة تاريخية
كان اكتشاف طريق سالك حول رأس بوجادور، في عام 1434، من قبل الملاح البرتغالي غيل إينيس، بمثابة اختراق كبير للمستكشفين والتجار الأوروبيين في طريقهم إلى أفريقيا ثم الهند لاحقًا. قام إينس بمحاولة سابقة في عام 1433 مما أدى إلى الفشل، لكنه حاول مرة أخرى بأوامر من الأمير هنري الملاح. كان إينس ناجحًا بعد الرحلة الاستكشافية الثانية. أدى اختفاء العديد من السفن الأوروبية التي قامت بمحاولات سابقة للدوران حول الرأس على الرغم من بحارها العنيفة، إلى اقتراح البعض بوجود وحوش البحر. تم التقاط الأهمية الأسطورية للرأس للبرتغال في عمل فرناندو بيسوا في أوائل القرن العشرين «منساجم». في مقاطع شهيرة من هذه القصيدة الطويلة، كتب بيسوا عن التكاليف الباهظة للاستكشافات البرتغالية للأمة. مستحوذًا على الأهمية الرمزية لأمة تقريب رأس بوجادور، كتب بيسوا: «من يريد أن يتجاوز بوجادور / يجب أن يمر أيضًا وراء الألم». («من يريد تجاوز بوجادور / عليك أن تتجاوز الألم.») ظنوا أن المحيط كان يحترق بعيدًا عن رأس بوجادور، لكن رجال هنري تجاوزوه.
سبب السمعة المخيفة للرأس ليس واضحًا على الفور من الخرائط، حيث تظهر كنقطة جنوبية غربية من حدبة طفيفة في الساحل، يحدها من طرفها الآخر كابو فالسو بوجادور، على بعد عشرة أميال بحرية إلى الشمال الشرقي. كما أن ما ورد في اتجاهات الإبحار لا يبدو هائلاً بشكل رهيب: «يتكون كابو فالسو بوجادور من عدة كثبان رملية شاهقة... مياه ضحلة صخرية، بعمق 4.8 متر على الأقل، تمتد حتى 3 أميال شمالاً من الحرملة. بقعة صخرية، بعمق 8 أمتار على الأقل، تقع على بعد حوالي ميلين غرب من الحرملة. الساحل بين كابو فالسو بوجادور وكابو بوجادور، على بعد 10 أميال جنوب غرب، يتكون من شاطئ رملي محاط بالصخور. تكتلات من الفرك أعلى الكثبان الرملية التي تبلغ حوالي 0.5 ميل داخل هذا الشاطئ. لوحظت كسارات ثقيلة على طول هذا الساحل في جميع الأوقات. تقع كابو بوجادور، وهي نقطة منخفضة جدًا، على بعد 9.5 ميل من جنوب غرب كابو فالسو بوجادور وتحدها من الجانب الغربي صخور سوداء. من الشمال، يظهر الحرملة على شكل كتلة من الرمال الحمراء مع انحدار تدريجي نحو البحر. من الغرب، يصعب التعرف على الحرملة، ولكن من الحافة الجنوبية تظهر أطرافها كشعاب مرجانية تجف في بعض الأماكن وتتميز بالقواطع حتى في الطقس الهادئ».
ومع ذلك، عند فحص المخططات الإرشادية لهذه المنطقة، يتضح أن الشاغل الرئيسي يكمن في التغيرات في الرياح التي تحدث عند النقطة التي يمر فيها كيب بوجادور في الإبحار أسفل الساحل. وهنا تبدأ الرياح تهب بقوة من الشمال الشرقي في جميع الفصول. جنبًا إلى جنب مع مجموعة نصف عقدة من التيار أسفل الساحل، فإن هذه الظروف ستنبه بطبيعة الحال بحار من العصور الوسطى اعتاد الإبحار بالقرب من الأرض وليس لديه أي معرفة بما ينتظره. في النهاية تم اكتشاف أنه من خلال الإبحار بشكل جيد في البحر - بعيدًا عن رؤية الأرض - يمكن التقاط رياح أكثر ملاءمة.
بالإضافة إلى ذلك، يُعتقد أيضًا أن هذا هو الموقع الذي غرق فيه القبطان جيمس رايلي وطاقم سفينة التجارة الأمريكية، الذين أبحروا في ذلك الوقت من جبل طارق باتجاه جزر الرأس الأخضر، في أغسطس 1815. تم سرد هذه المأساة في فيلم الهياكل العظمية في الزهراء، بواسطة دين كينج، والتي تدور أحداثها في هذه المنطقة من الساحل الأفريقي. يفيد كينغ أن أي خريطة ساحلية للصحراء الغربية غير دقيقة بسبب السمات المادية المتغيرة باستمرار، بسبب الظروف القاسية للصحراء. ويذكر أيضًا أن عمق المياه المحيطة برأس بوجادور ضحل بشكل مخادع، ولون الرمال تحت الماء «مشهد مخيف». كان للرأس سمعة مخيفة بين البحارة حتى قبل حطام التجارة، حيث كان هناك ما لا يقل عن ثلاثين حطامًا معروفًا للسفن بين عامي 1790 و1806.

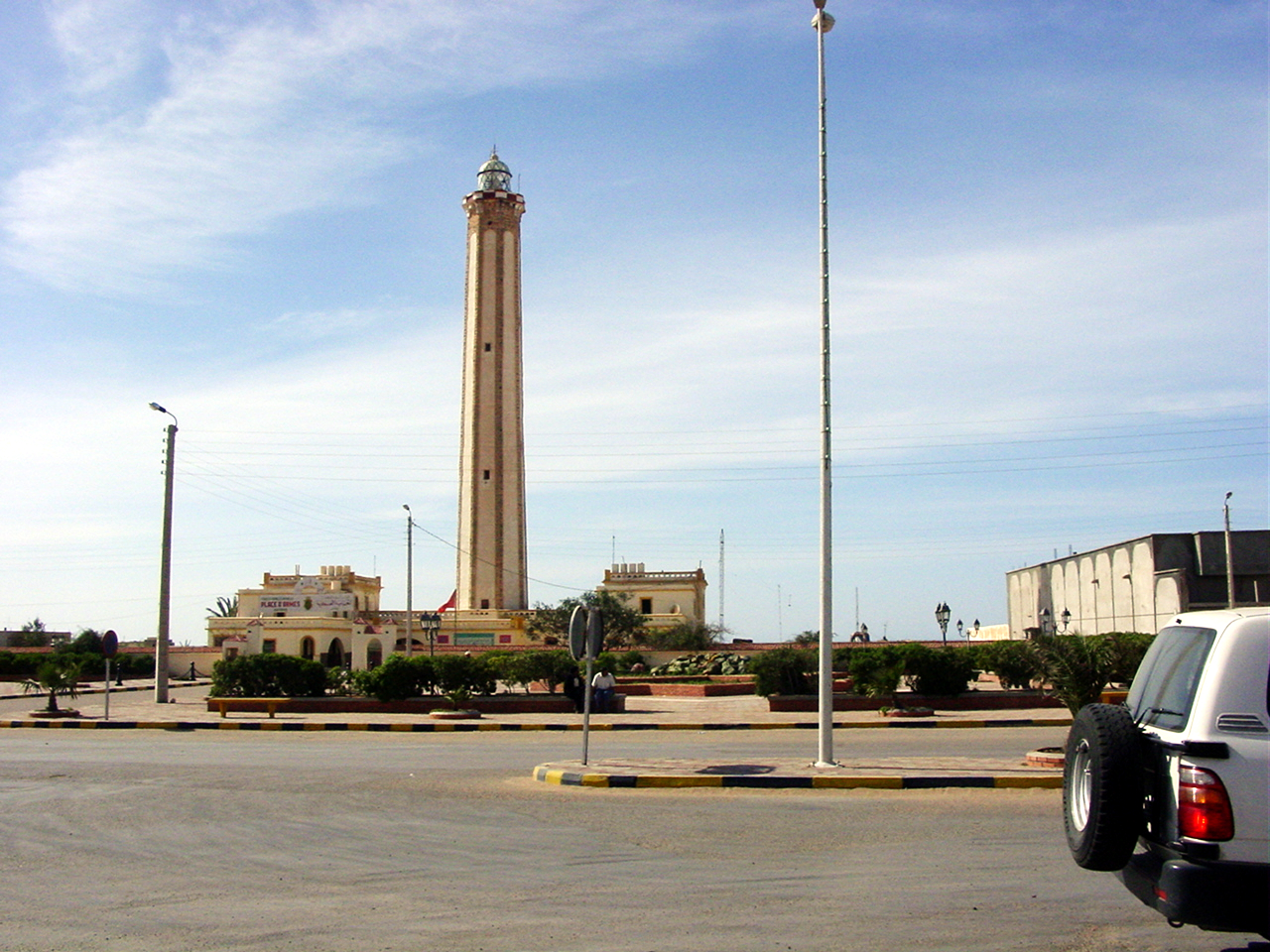
منارة وقاعدة عسكرية مغربية في العصر الحديث بوجادور.

مخاوف البحارة نشأت فيما رأوه، والظواهر التي شهدها البحارة في تلك الأيام يمكن رؤيتها اليوم. أي سفينة يجب أن تمر بتلك الأماكن تتأكد من توفير رصيف واسع لتجنب الحوادث. يمتد رأس بوجادور والساحل المحيط به إلى البحر على شكل شعاب مرجانية تحت الماء، وعندما تنفجر الأمواج بعد اصطدامها بأخاديد غير مرئية، تنفث المياه بشدة في غيوم رغوية عالية تشبه البخار، حتى في الأيام الهادئة. البحر المجاور للرأس، وعلى مسافة 3 أميال تقريبًا من الساحل، لا يزيد عمقه عن مترين. تتوافر الأسماك بكثرة في المنطقة، وترتفع أسراب السردين إلى السطح خلال أوقات تغذية الأسماك الكبيرة. عندما يحدث هذا، يبدو أن البحر يغلي بعنف كما لو كان يغلي، ولوحظ من بعيد، فإن صوت الهسهسة الناتج عن تحريك السمكة ذيولها على سطح الماء يضيف إلى الانطباع. يرفع الهواء الخانق المتدفق غربًا على نسمات الصحراء البطيئة الانطباع بوجود درجات حرارة شديدة الارتفاع، بينما يساعد غبار الصحراء على خلق ظلام غامض. الأسوأ من ذلك أن الصخور الحديدية تجعل إبر البوصلة تدور بشكل متقطع. في الآونة الأخيرة، في عام 2004، حذرت مجلة طيار أفريقيا الصادرة عن البحرية الملكية البريطانية من أن الخرائط البحرية للخط الساحلي في منطقة كيب بوجادور «تفيد بأنها غير دقيقة».

## الأهمية البيئية
كان الاهتمام الإسباني بالساحل الصحراوي لغرب أفريقيا نتيجة لأنشطة الصيد التي قام بها الصيادون الإسبان من جزر الكناري. كان الصيادون الإسبان من تجار الفراء والصيادين وصائدي الحيتان قبالة ساحل الصحراء مع عدة جيوب في كابو بوجادور والداخلة ورأس نواذيبو من 1500 إلى الوقت الحاضر، تمتد من الساحل الغربي لأفريقيا إلى صيد الحيتان الحدباء وعجول الحيتان، ومعظمها في كيب فيردي وخليج غينيا في جزر أنوبون وساو تومي وبرينسيبي حتى عام 1940. كان لأنشطة الصيد هذه تأثير سلبي على الحياة البرية مما تسبب في اختفاء أو تعريض العديد من الأنواع للخطر، وخاصة الثدييات والطيور البحرية. امتد النطاق السابق لفقمة البحر الأبيض المتوسط (موناتشوس موناكوس) عبر ساحل شمال غرب المحيط الأطلسي لأفريقيا وسواحل البحر الأبيض المتوسط والبحر الأسود، بما في ذلك جميع الجزر البحرية في البحر الأبيض المتوسط، وإلى المحيط الأطلسي وجزره: جزر الكناري، ماديرا، إلهاس ديزيرتاس، بورتو سانتو، وغيرها في أقصى الغرب مثل جزر الأزور. يمكن العثور على المتشردين في أقصى الجنوب مثل غامبيا وجزر الرأس الأخضر، وفي أقصى الشمال مثل البرتغال القارية وفرنسا الأطلسية.

## في العصر الحديث
طالب الإسبان في الأصل بالأرض من 20 ° 51 'شمالاً (بالقرب من كاب بلانك) إلى 26 ° 8' شمالاً (بالقرب من كيب بوجادور) في عام 1885. ستكون هذه محمية تحكمها جزر الكناري في عام 1887. ستطالب فرنسا فيما بعد بالصحراء الغربية. تمت تسوية الحدود في اتفاقية فرنسية إسبانية مشتركة عام 1900 لتقسيم المنطقة بين الصحراء الإسبانية وغرب أفريقيا الفرنسية.
ادعت إسبانيا محمية على المنطقة الساحلية من كاب بلانك، بعيدًا إلى الجنوب من كيب بوجادور، إلى نقطة تبعد حوالي 200 كيلومتر إلى الشمال في عام 1884. في عام 1975، عندما انسحبت إسبانيا عقب اتفاقيات مدريد، سعى المغرب للسيطرة على المنطقة، مما أدى إلى نزاعات بين المغرب وجبهة البوليساريو، المنظمة التي أعلنت الجمهورية العربية الصحراوية الديمقراطية في فبراير 1976. في يناير 2016، أُعلن أن جمعية الكناري لضحايا الإرهاب (أكافيت) تعتزم مقاضاة جبهة البوليساريو لارتكابها «جرائم ضد الإنسانية».
في منطقة تندوف بالجزائر، دايرا دي بوجادور هو مخيم للاجئين الصحراويين سمي على اسم كيب بوجادور.
في ديسمبر 2015، تم العثور على جثث 11 مهاجرًا غرقًا على بعد 147 كيلومترًا قبالة كيب بوجادور. في وقت سابق من نفس الشهر، أنقذ خفر السواحل الإسباني 47 مهاجرًا أفريقيًا على متن قارب قبالة سواحل غران كناريا.

## روابط خارجية
- صورة الأقمار الصناعية للمدينة في خرائط جوجل